# Vous remercier
Vous Remercier es el primer álbum de Jena Lee, definido por la cantante como el pionero en el estilo « Emo/R&B». Producido junto a Busta Funk, salió a la venta el 2 de noviembre de 2009 para descargas digitales y el 9 de noviembre en las tiendas de discos bajo la firma Mercury Records, filial de Universal Music. Su primer sencillo, J'aimerais tellement fue dado a conocer desde abril del 2009, contando con video propio para el mes de octubre. El tema permaneció durante once semanas consecutivas en primer lugar en las listas de ventas francesas.
El álbum alcanzó un éxito enorme en Francia, logrando mantenerse durante 53 semanas en el top 200. Fue certificado disco doble platino por alcanzar ventas superiores a los 200 000 ejemplares. Tuvo también un éxito considerable en Bélgica y en Suiza.
A finales de 2009 lanzó su segundo sencillo, Je me perds (Me pierdo), que llegó al cuarto puesto de ventas en Francia. Y a principios del 2010, lanzó el tercer y último sencillo, Du style que llegó a su vez al puesto 10. En los videos de ambos sencillos se vuelve a ver un estilo ánime, tal como se vio en el de J'aimerais tellement.

## Lista de canciones
| #   | Título                           | Duración  |
| --- | -------------------------------- | --------- |
| 1.  | "Je Me Perds"                    | 4 min 27  |
| 2.  | "Du style"                       | 3 min 17  |
| 3.  | "J'aimerais tellement"           | 3 min 52  |
| 4.  | "Banalité"                       | 3 min 22  |
| 5.  | "Redeviens-Toi Même"             | 3 min 41  |
| 6.  | "Je Rêve En Enfer"               | 3 min 18  |
| 7.  | "Dépendance"                     | 3 min 46  |
| 8.  | "Emo/Rnb"                        | 3 min 29  |
| 9.  | "Je suis"                        | 3 min 16  |
| 10. | "Je préfère"                     | 4 min 57  |
| 11. | "Victime idéale"                 | 3 min 28  |
| 12. | "Vous Remercier / Remerciements" | 12 min 37 |

## Listas de ventas
| Listas de ventas (2009) | Posición tope |
| ----------------------- | ------------- |
| Francia                 | 6             |
| Francia (Descargas)     | 6             |
| Bélgica                 | 53            |
| Suiza                   | 98            |